# Riley RM
Die RM-Serie war das letzte Automodell, das Riley noch selbst entwickelte. Die RM-Modelle wurden ab 1946 bis zur Verschmelzung der Nuffield Organisation mit Austin 1952/1953 zur BMC hergestellt. Die RM-Familie wurde als Riley-Spitzenprodukt bekannt.
Drei Arten von RM-Fahrzeugen wurden hergestellt: Der RMA war eine große Limousine und wurde später durch den RME ersetzt. Der RMB war ein noch größeres Auto und wurde später durch den RMF ersetzt. RMC und RMD waren Roadster, die in begrenzter Stückzahl hergestellt wurden.
Die RM-Fahrzeuge waren entweder mit der 1.496-cm³-Maschine des Riley 1 1/2 oder der 2.443-cm³-Maschine des Riley 2 1/2 – beides Vierzylinder mit zwei halbhoch eingebauten Nockenwellen und halbkugelförmigen Brennräumen – ausgestattet.

## Riley RMA
Der RMA war der erste Nachkriegs-Riley. Er hatte einen 1,5-Liter-Motor und war mit teilhydraulischen Bremsen und einzeln an Doppelquerlenkern mit Drehstabfedern aufgehängten Vorderrädern ausgestattet. Die Karosserie hatte ein traditionelles Holzskelett und war im klassischen Stil gehalten. Der Wagen erreichte eine Höchstgeschwindigkeit von 120 km/h, wurde von 1946 bis 1953 gefertigt und dann durch den RME ersetzt.

## Riley RMB
Der RMB war ein vergrößerter RMA und wurde ein Jahr später herausgebracht. Er hatte die 2,5-Liter-Maschine („Big Four“) mit zwei SU-Vergasern, anfangs mit 90 bhp (66 kW), ab 1948 mit 100 bhp (74 kW), und erreichte eine Höchstgeschwindigkeit von 152 km/h. 1952 wurde er durch den RMF ersetzt.

## Riley RMC
Der RMC war die 2-türige, 3-sitzige Roadsterversion des RMB. Er hatte dieselbe 2,5-Liter-100-bhp-Maschine und erreichte 161 km/h. Das Auto war für den Export in die USA gedacht und zwischen 1948 und 1950 wurden etwas über 500 Stück gebaut.

## Riley RMD
Der RMD war ein klassisches Cabriolet, das letzte von Riley. Es hatte auch den 2,5-Liter-100-bhp-Motor des RMB, von dem es abgeleitet war. Zwischen 1949 und 1950 wurden auch nur knapp 500 Stück gefertigt.

## Riley RME
Der RME war ein überarbeiteter RMA. Er hatte ebenfalls den 1,5-Liter-Vierzylinder und eine vollhydraulische Bremsanlage. Die Karosserie hatte ein größeres Heckfenster und ab 1954 keine Trittbretter mehr. Er wurde ab 1953 hergestellt und 1955 durch den 1.5 ersetzt. Nach der Übernahme von Austin wurden ca. 15–20 Stück von einem Ingenieur von Riley zu einem Cabrio umgebaut. Die Umbauten wurden bei den Chassisnummern (FIN) RME22475 - RME22495 durchgeführt.

## Riley RMF
Der RMF ersetzte die große RMB-Limousine 1952. Er hatte die 2,5-Liter-„Big Four“-Maschine und die mechanischen Überarbeitungen des RME. Der Pathfinder nahm ab 1953 seinen Platz ein.
Den „Big Four“-Motor lieferte Riley von 1946 bis 1954 auch an den Sportwagenbauer Healey in Warwick, wo er in den meisten Fahrzeugversionen verwendet wurde. Die bekannteste davon ist der Healey Silverstone.